# Chivor
Chivor là một khu tự quản thuộc tỉnh Boyacá, Colombia. Thủ phủ của khu tự quản Chivor đóng tại Chivor Khu tự quản Chivor có diện tích 111 ki lô mét vuông. Đến thời điểm ngày 28 tháng 5 năm 2005, khu tự quản Chivor có dân số 3448 người.